# Chit
Chit of cit (Sanskriet: चित्) is een Sanskriet woord dat bewustzijn betekent. Het vormt een essentieel onderdeel van alle oude spirituele tradities die hun oorsprong vinden op het Indisch subcontinent, zoals het hindoeïsme, sikhisme en jaïnisme.
In de Katha Upanishad 5.15 wordt chit beschreven als een licht dat niet afkomstig is van de zon, de maan, de sterren of enige andere dingen in de wereld. In plaats daarvan schijnt het licht van binnenuit, als een bewustzijn dat zichzelf kent. Dit innerlijke licht is wat het werkelijk is, en alles in de wereld schijnt alleen omdat het dit licht weerspiegelt.
In een van de andere Upanishads wordt chit aangeduid als de Drshta (ziener) en als het bewustzijn dat alle andere zintuiglijke ervaringen mogelijk maakt. Chit is volgens de Veda's een van de drie aspecten die samen sat-chit-ananda vormen.

## Yoga en vedanta
In yoga en vedanta wordt de term chit gebruikt om het pure, transcendentale en universele bewustzijn aan te duiden. Door chit wordt sat (het pure zijn) zich bewust van zichzelf. Volgens deze tradities kan zuiver bestaan eigenlijk niet aanwezig zijn tenzij het zich bewust is van zijn bestaan. Zijn en bewustzijn zijn verenigd in wederzijdse afhankelijkheid. Om bewustzijn aanwezig te laten zijn, moet het zijn. Met andere woorden, er moet sat zijn. Om het feit van ons eigen zijn te ervaren, moet bewustzijn aanwezig zijn om dit zijn te ervaren.